# Башич, Йосип
Йосип Башич (хорв. Josip Bašić; 2 марта 1996, Сплите) — хорватский футболист, полузащитник команды «Хайдук» из Сплита.

## Карьера

### Клубная
В детстве играл за команды «Приморац» из Стобреча и «Омладинац» из Враньича, в академию сплитского «Хайдука» поступил в 2010 году. В составе юношеской команды из игроков до 17 лет играл на правом фланге, попав туда в возрасте 15 лет. Привлекался в состав клуба из воспитанников не старше 19 лет, играл на позиции защитника и полузащитника. В основном составе клуба дебютировал 29 сентября 2012 в матче против загребского «Динамо», заменив на 57-й минуте Марко Бенцуна. Йосип стал в возрасте 16 лет, 6 месяцев и 27 дней самым молодым дебютантом клуба.

### В сборной
В юношеской сборной Хорватии до 17 лет Башич провёл 16 игр и забил 6 голов. Был капитаном сборной на чемпионате Европы 2013 года в Словакии, сыграл там все три матча, однако по дополнительным показателям сборная Хорватии с 5 очками не вышла в плей-офф.